# Pasjak (Matulji)
 Pasjak  (olaszul: Passiaco) falu Horvátországban, a Tengermellék-Hegyvidék megyében. Közigazgatásilag Matuljihoz tartozik.

## Fekvése
Fiume központjától 24 km-re, községközpontjától 16 km-re északnyugatra a Tengermelléken, a 8-as számú főút, a Pivka – Fiume vasútvonal és a szlovén határ mellett fekszik.

## Története
A településnek 1857-ben 288, 1910-ben 327 lakosa volt. 
2011-ben 136 lakosa volt.

## Lakosság
| Lakosság változása | Lakosság változása | Lakosság változása | Lakosság változása | Lakosság változása | Lakosság változása | Lakosság változása | Lakosság változása | Lakosság változása | Lakosság változása | Lakosság változása | Lakosság változása | Lakosság változása | Lakosság változása | Lakosság változása | Lakosság változása |
| ------------------ | ------------------ | ------------------ | ------------------ | ------------------ | ------------------ | ------------------ | ------------------ | ------------------ | ------------------ | ------------------ | ------------------ | ------------------ | ------------------ | ------------------ | ------------------ |
| 1857               | 1869               | 1880               | 1890               | 1900               | 1910               | 1921               | 1931               | 1948               | 1953               | 1961               | 1971               | 1981               | 1991               | 2001               | 2011               |
| 288                | 325                | 319                | 362                | 363                | 327                | 324                | 301                | 275                | 223                | 262                | 210                | 177                | 172                | 146                | 136                |

## Nevezetességei
- Szent Mihály tiszteletére szentelt középkori eredetű temploma[4] mai formájában 1816 és 1818 között épült annak a fennsíknak a keleti szélén, amelyen a település található. Az egyhajós, nyugat-keleti tájolású, román stílusú templom réteges, hosszúkásra faragott kövekből épült. A homlokzaton, az oromzat felett kétnyílású harangtorony emelkedik. A bejárat elé nyitott előcsarnokot építettek, melyet két masszív pilaszter támaszt alá. A 18. és 19. századi felújítások során (a portál szegmensívébe a „G 1818 C” betűk és számok vannak faragva) keleten az templomhoz sokszögű apszis és sekrestye épült. A templom barokk oltárral és egy rusztikus, valószínűleg román stílusú szenteltvíztartóval rendelkezik. A diadalív feletti barokk festménynek csak egy része maradt fenn. A templomot helyi kövekből épített szürke fal veszi körül.
- Vasúti határátkelőhely Szlovénia (Ilirska Bistrica) felé.